# Gran Premio de Italia de Motociclismo de 2022
El Gran Premio de Italia de Motociclismo de 2022 (oficialmente Gran Premio d'Italia Oakley) fue la octava prueba del Campeonato del Mundo de Motociclismo de 2022. Tuvo lugar el fin de semana del 27 al 29 de mayo de 2022 en el Autódromo Internacional del Mugello, situado en Scarperia e San Piero, Toscana (Italia).
La carrera de MotoGP fue ganada por Francesco Bagnaia, seguido de Fabio Quartararo y Aleix Espargaró. Pedro Acosta fue el ganador de la prueba de Moto2, por delante de Joe Roberts y Ai Ogura. La carrera de Moto3 fue ganada por Sergio García, Izan Guevara fue segundo y Tatsuki Suzuki tercero.
Esta prueba fue la tercera ronda doble de la temporada 2022 de la Copa Mundial de MotoE. La primera carrera de MotoE fue ganada por Dominique Aegerter, Matteo Ferrari fue segundo y Eric Granado tercero. La segunda carrera fue ganada por Matteo Ferrari, seguido de Dominique Aegerter y Miquel Pons.

## Resultados

### Resultados MotoGP
| Pos.    | N.º | Piloto                | Equipo                       | Constructor | Vueltas | Tiempo    | Parrilla | Puntos |
| ------- | --- | --------------------- | ---------------------------- | ----------- | ------- | --------- | -------- | ------ |
| 1       | 63  | Francesco Bagnaia     | Ducati Lenovo Team           | Ducati      | 23      | 41:18.923 | 5        | 25     |
| 2       | 20  | Fabio Quartararo      | Monster Energy Yamaha MotoGP | Yamaha      | 23      | +0.635    | 6        | 20     |
| 3       | 41  | Aleix Espargaró       | Aprilia Racing               | Aprilia     | 23      | +1.983    | 7        | 16     |
| 4       | 5   | Johann Zarco          | Prima Pramac Racing          | Ducati      | 23      | +2.590    | 4        | 13     |
| 5       | 72  | Marco Bezzecchi       | Mooney VR46 Racing Team      | Ducati      | 23      | +3.067    | 2        | 11     |
| 6       | 10  | Luca Marini           | Mooney VR46 Racing Team      | Ducati      | 23      | +3.875    | 3        | 10     |
| 7       | 33  | Brad Binder           | Red Bull KTM Factory Racing  | KTM         | 23      | +4.067    | 16       | 9      |
| 8       | 30  | Takaaki Nakagami      | LCR Honda Idemitsu           | Honda       | 23      | +10.944   | 8        | 8      |
| 9       | 88  | Miguel Oliveira       | Red Bull KTM Factory Racing  | KTM         | 23      | +11.256   | 15       | 7      |
| 10      | 93  | Marc Márquez          | Repsol Honda Team            | Honda       | 23      | +11.800   | 11       | 6      |
| 11      | 49  | Fabio Di Giannantonio | Gresini Racing MotoGP        | Ducati      | 23      | +12.916   | 1        | 5      |
| 12      | 12  | Maverick Viñales      | Aprilia Racing               | Aprilia     | 23      | +12.917   | 24       | 4      |
| 13      | 89  | Jorge Martín          | Prima Pramac Racing          | Ducati      | 23      | +17.240   | 14       | 3      |
| 14      | 73  | Álex Márquez          | LCR Honda Castrol            | Honda       | 23      | +17.568   | 18       | 2      |
| 15      | 43  | Jack Miller           | Ducati Lenovo Team           | Ducati      | 23      | +17.687   | 12       | 1      |
| 16      | 40  | Darryn Binder         | WithU Yamaha RNF MotoGP Team | Yamaha      | 23      | +20.265   | 20       |        |
| 17      | 21  | Franco Morbidelli     | Monster Energy Yamaha MotoGP | Yamaha      | 23      | +20.296   | 23       |        |
| 18      | 51  | Michele Pirro         | Aruba.it Racing              | Ducati      | 23      | +21.305   | 13       |        |
| 19      | 87  | Remy Gardner          | Tech 3 KTM Factory Racing    | KTM         | 23      | +30.548   | 19       |        |
| 20      | 04  | Andrea Dovizioso      | WithU Yamaha RNF MotoGP Team | Yamaha      | 23      | +31.011   | 26       |        |
| 21      | 25  | Raúl Fernández        | Tech 3 KTM Factory Racing    | KTM         | 23      | +42.723   | 25       |        |
| 22      | 32  | Lorenzo Savadori      | Aprilia Racing               | Aprilia     | 22      | +1 vuelta | 22       |        |
| Ret     | 23  | Enea Bastianini       | Gresini Racing MotoGP        | Ducati      | 13      | Caída     | 10       |        |
| Ret     | 36  | Joan Mir              | Team Suzuki Ecstar           | Suzuki      | 7       | Caída     | 17       |        |
| Ret     | 42  | Álex Rins             | Team Suzuki Ecstar           | Suzuki      | 7       | Caída     | 21       |        |
| Ret     | 44  | Pol Espargaró         | Repsol Honda Team            | Honda       | 4       | Caída     | 9        |        |
| Fuente: |     |                       |                              |             |         |           |          |        |

### Resultados Moto2
| Pos.    | N.º | Piloto                  | Constructor | Vueltas | Tiempo              | Parrilla | Puntos |
| ------- | --- | ----------------------- | ----------- | ------- | ------------------- | -------- | ------ |
| 1       | 51  | Pedro Acosta            | Kalex       | 21      | 39:35.930           | 2        | 25     |
| 2       | 16  | Joe Roberts             | Kalex       | 21      | +4.051              | 7        | 20     |
| 3       | 79  | Ai Ogura                | Kalex       | 21      | +6.749              | 6        | 16     |
| 4       | 14  | Tony Arbolino           | Kalex       | 21      | +12.312             | 8        | 13     |
| 5       | 37  | Augusto Fernández       | Kalex       | 21      | +12.327             | 14       | 11     |
| 6       | 96  | Jake Dixon              | Kalex       | 21      | +12.513             | 9        | 10     |
| 7       | 6   | Cameron Beaubier        | Kalex       | 21      | +12.849             | 18       | 9      |
| 8       | 21  | Alonso López            | Boscoscuro  | 21      | +13.314             | 19       | 8      |
| 9       | 23  | Marcel Schrötter        | Kalex       | 21      | +14.703             | 12       | 7      |
| 10      | 75  | Albert Arenas           | Kalex       | 21      | +14.748             | 13       | 6      |
| 11      | 64  | Bo Bendsneyder          | Kalex       | 21      | +15.141             | 17       | 5      |
| 12      | 9   | Jorge Navarro           | Kalex       | 21      | +15.425             | 12       | 4      |
| 13      | 12  | Filip Salač             | Kalex       | 21      | +17.254             | 23       | 3      |
| 14      | 54  | Fermín Aldeguer         | Boscoscuro  | 21      | +18.069             | 15       | 2      |
| 15      | 11  | Mattia Pasini           | Kalex       | 21      | +18.750             | 5        | 1      |
| 16      | 7   | Barry Baltus            | Kalex       | 21      | +23.969             | 10       |        |
| 17      | 52  | Jeremy Alcoba           | Kalex       | 17      | +27.648             | 21       |        |
| 18      | 28  | Niccolò Antonelli       | Kalex       | 21      | +29.286             | 28       |        |
| 19      | 61  | Alessandro Zaccone      | Kalex       | 21      | +30.221             | 22       |        |
| 20      | 18  | Manuel González         | Kalex       | 21      | +35.200             | 27       |        |
| 21      | 84  | Zonta van den Goorbergh | Kalex       | 21      | +35.223             | 26       |        |
| 22      | 81  | Keminth Kubo            | Kalex       | 21      | +49.777             | 29       |        |
| 23      | 4   | Sean Dylan Kelly        | Kalex       | 21      | +49.897             | 30       |        |
| Ret     | 24  | Simone Corsi            | MV Agusta   | 20      | Problemas mecánicos | 25       |        |
| Ret     | 22  | Sam Lowes               | Kalex       | 18      | Caída               | 3        |        |
| Ret     | 13  | Celestino Vietti        | Kalex       | 18      | Problemas mecánicos | 4        |        |
| Ret     | 40  | Arón Canet              | Kalex       | 12      | Caída               | 1        |        |
| Ret     | 19  | Lorenzo Dalla Porta     | Kalex       | 11      | Caída               | 11       |        |
| Ret     | 42  | Marcos Ramírez          | MV Agusta   | 10      | Caída               | 16       |        |
| Ret     | 35  | Somkiat Chantra         | Kalex       | 4       | Caída               | 24       |        |
| DNS     | 2   | Gabriel Rodrigo         | Kalex       |         | No corrió           |          |        |
| Fuente: |     |                         |             |         |                     |          |        |

### Resultados Moto3
| Pos.    | N.º | Piloto           | Constructor | Vueltas | Tiempo    | Parrilla | Puntos |
| ------- | --- | ---------------- | ----------- | ------- | --------- | -------- | ------ |
| 1       | 11  | Sergio García    | Gas Gas     | 20      | 39:43.214 | 4        | 25     |
| 2       | 28  | Izan Guevara     | Gas Gas     | 20      | -0.000    | 5        | 20     |
| 3       | 24  | Tatsuki Suzuki   | Honda       | 20      | +0.012    | 11       | 16     |
| 4       | 16  | Andrea Migno     | Honda       | 20      | +0.137    | 16       | 13     |
| 5       | 6   | Ryusei Yamanaka  | KTM         | 20      | +0.234    | 9        | 11     |
| 6       | 54  | Riccardo Rossi   | Honda       | 20      | +0.999    | 8        | 10     |
| 7       | 48  | Iván Ortolá      | KTM         | 20      | +5.387    | 21       | 9      |
| 8       | 23  | Elia Bartolini   | KTM         | 20      | +5.477    | 24       | 8      |
| 9       | 18  | Matteo Bertelle  | KTM         | 20      | +5.480    | 13       | 7      |
| 10      | 31  | Adrián Fernández | KTM         | 20      | +5.747    | 19       | 6      |
| 11      | 44  | David Muñoz      | KTM         | 20      | +5.751    | 15       | 5      |
| 12      | 66  | Joel Kelso       | KTM         | 20      | +5.989    | 20       | 4      |
| 13      | 64  | Mario Aji        | Honda       | 20      | +6.109    | 23       | 3      |
| 14      | 20  | Lorenzo Fellon   | Honda       | 20      | +12.643   | 12       | 2      |
| 15      | 53  | Deniz Öncü       | KTM         | 20      | +16.689   | 1        | 1      |
| 16      | 27  | Kaito Toba       | KTM         | 20      | +16.738   | 25       |        |
| 17      | 5   | Jaume Masià      | KTM         | 20      | +16.789   | 10       |        |
| 18      | 72  | Taiyo Furusato   | Honda       | 20      | +19.449   | 22       |        |
| 19      | 99  | Carlos Tatay     | CFMoto      | 20      | +32.404   | 17       |        |
| 20      | 43  | Xavier Artigas   | CFMoto      | 20      | +33.421   | 26       |        |
| 21      | 70  | Joshua Whatley   | Honda       | 20      | +41.412   | 27       |        |
| 22      | 22  | Ana Carrasco     | KTM         | 20      | +1:14.077 | 28       |        |
| Ret     | 10  | Diogo Moreira    | KTM         | 19      | Caída     | 7        |        |
| Ret     | 96  | Daniel Holgado   | KTM         | 10      | Caída     | 2        |        |
| Ret     | 7   | Dennis Foggia    | Honda       | 10      | Caída     | 3        |        |
| Ret     | 17  | John McPhee      | Husqvarna   | 10      | Caída     | 6        |        |
| Ret     | 82  | Stefano Nepa     | KTM         | 3       | Retirado  | 18       |        |
| Ret     | 19  | Scott Ogden      | Honda       | 0       | Caída     | 14       |        |
| DNS     | 67  | Alberto Surra    | Honda       |         | No corrió |          |        |
| DNS     | 71  | Ayumu Sasaki     | Husqvarna   |         | No corrió |          |        |
| 1.      |     |                  |             |         |           |          |        |
| Fuente: |     |                  |             |         |           |          |        |

### Resultados MotoE
Carrera 1
| Pos.    | N.º | Piloto             | Constructor | Vueltas | Tiempo        | Parrilla | Puntos |
| ------- | --- | ------------------ | ----------- | ------- | ------------- | -------- | ------ |
| 1       | 77  | Dominique Aegerter | Energica    | 5       | 10:10.913     | 1        | 25     |
| 2       | 11  | Matteo Ferrari     | Energica    | 5       | +0.033        | 5        | 20     |
| 3       | 51  | Eric Granado       | Energica    | 5       | +0.245        | 4        | 16     |
| 4       | 27  | Mattia Casadei     | Energica    | 5       | +0.975        | 3        | 13     |
| 5       | 70  | Marc Alcoba        | Energica    | 5       | +0.983        | 10       | 11     |
| 6       | 7   | Niccolò Canepa     | Energica    | 5       | +1.063        | 7        | 10     |
| 7       | 71  | Miquel Pons        | Energica    | 5       | +1.656        | 9        | 9      |
| 8       | 21  | Kevin Zannoni      | Energica    | 5       | +1.742        | 2        | 8      |
| 9       | 4   | Héctor Garzó       | Energica    | 5       | +2.338        | 12       | 7      |
| 10      | 34  | Kevin Manfredi     | Energica    | 5       | +2.616        | 6        | 6      |
| 11      | 78  | Hikari Okubo       | Energica    | 5       | +6.337        | 11       | 5      |
| 12      | 12  | Xavi Forés         | Energica    | 5       | +6.644        | 15       | 4      |
| 13      | 72  | Alessio Finello    | Energica    | 5       | +7.005        | 13       | 3      |
| 14      | 17  | Alex Escrig        | Energica    | 5       | +9.847        | 17       | 2      |
| 15      | 55  | Massimo Roccoli    | Energica    | 5       | +13.374       | 14       | 1      |
| 16      | 6   | María Herrera      | Energica    | 5       | +13.795       | 16       |        |
| DSQ     | 9   | Andrea Mantovani   | Energica    | 5       | Descalificado | 8        |        |
| DNS     | 18  | Xavier Cardelús    | Energica    |         | No corrió     |          |        |
| Fuente: |     |                    |             |         |               |          |        |

Carrera 2
| Pos.    | N.º | Piloto             | Constructor | Vueltas | Tiempo    | Parrilla | Puntos |
| ------- | --- | ------------------ | ----------- | ------- | --------- | -------- | ------ |
| 1       | 11  | Matteo Ferrari     | Energica    | 6       | 12:04.368 | 5        | 25     |
| 2       | 77  | Dominique Aegerter | Energica    | 6       | +0.529    | 1        | 20     |
| 3       | 71  | Miquel Pons        | Energica    | 6       | +0.566    | 9        | 16     |
| 4       | 9   | Andrea Mantovani   | Energica    | 6       | +1.621    | 8        | 13     |
| 5       | 21  | Kevin Zannoni      | Energica    | 6       | +1.726    | 2        | 11     |
| 6       | 7   | Niccolò Canepa     | Energica    | 6       | +0.739    | 7        | 10     |
| 7       | 70  | Marc Alcoba        | Energica    | 6       | +0.529    | 10       | 9      |
| 8       | 51  | Eric Granado       | Energica    | 6       | + 1.678   | 4        | 8      |
| 9       | 34  | Kevin Manfredi     | Energica    | 6       | +2.636    | 6        | 7      |
| 10      | 4   | Héctor Garzó       | Energica    | 6       | +4.586    | 12       | 6      |
| 11      | 55  | Massimo Roccoli    | Energica    | 6       | +10.091   | 14       | 5      |
| 12      | 12  | Xavi Forés         | Energica    | 6       | +10.547   | 15       | 4      |
| 13      | 17  | Alex Escrig        | Energica    | 6       | +10.764   | 17       | 3      |
| 14      | 72  | Alessio Finello    | Energica    | 6       | +12.165   | 13       | 2      |
| 15      | 6   | María Herrera      | Energica    | 6       | +17.117   | 16       | 1      |
| Ret     | 27  | Mattia Casadei     | Energica    | 0       | Caída     | 3        |        |
| Ret     | 78  | Hikari Okubo       | Energica    | 0       | Caída     | 11       |        |
| DNS     | 18  | Xavier Cardelús    | Energica    |         | No corrió |          |        |
| Fuente: |     |                    |             |         |           |          |        |